# The Unwelcome Guest
The Unwelcome Guest er en amerikansk stumfilm fra 1913 af D. W. Griffith.

## Medvirkende
- Mary Pickford som Jessie
- W. Chrystie Miller
- Charles Hill Mailes
- Claire McDowell
- Jack Pickford